# Rīgas Autobusu Fabrika
Rīgas Autobusu Fabrika ou abrégé en RAF (en français : Usine d'autobus de Riga) est une entreprise domiciliée en Lettonie.

## Histoire

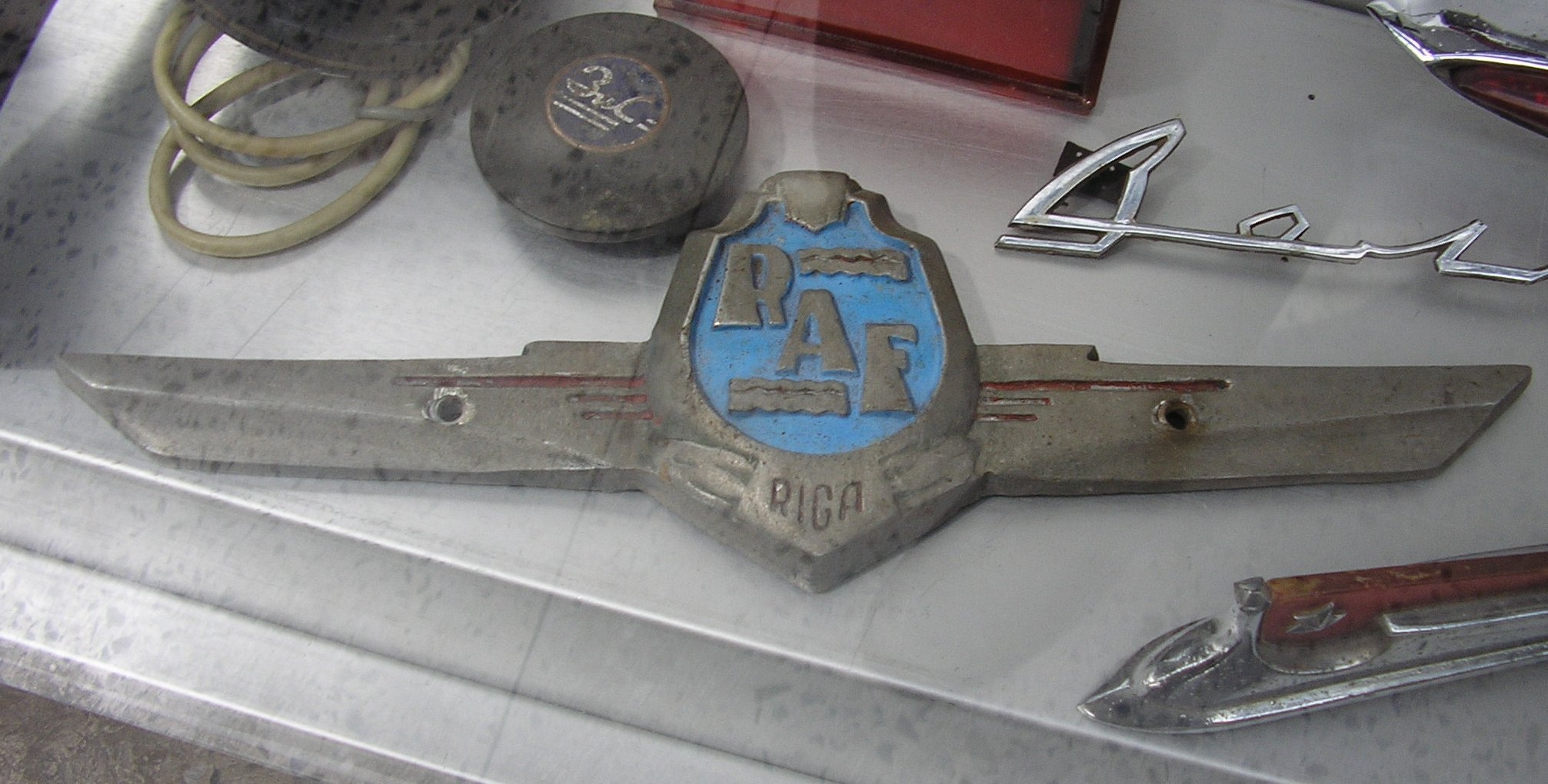
Emblème de Rīgas Autobusu Fabrika (modèle RAF-251) au Motormusée de Riga.

L’usine RAF a été créée en 1949, elle est spécialisée dans les fourgons et autobus. L'usine c'est d'abord RARZ, usine expérimentale de bus de Riga, puis a changé de nom en 1955.
Le premier modèle, sur base de GAZ 51, était un bus d'une vingtaine à trentaine de passagers, muni d’un 6 cylindres GAZ de 3,5 litres essence de 70 cv : le RAF 251 (4 tonnes à vide). Il a été produit de 1955 à 1958.
En 1957, RAF sort un fourgon léger, le « 8 », basé sur une MOSKVITCH-AZLK 407 des années 1950, elle partage d’ailleurs le même moteur 1400 cm3, et des dimensions avoisinantes : 4,40 m, 1 400 kg, 8 places, 85 km/h.
Le modèle « 10 » sorti simultanément est plus gros : 9/11 places, 4,94 m de long, 1 640 kg à vide, moteur de la GAZ VOLGA : 4 cylindres 2 445 cm3, 70 cv, 90 km/h, boite 3 vitesses.
Son successeur apparaît en 1959 : le 977 « latvia ». Même base que le 10, même moteur 2 445 cm3, 75 cv, 110 km/h, toujours boite 3 rapports. Il a été produit jusqu’en 1969, puis la version 977D (une version modernisée) lui a succédé jusqu'en 1976.
Le 2203 est apparu en 1975, et est de dimensions très proches du 977. Même moteur que la VOLGA : 2 445 cm3, 95 cv, 120 km/h et enfin une boite 4 vitesses. 
Ce modèle a été modernisé pendant les années 1980 et 1990 : nouvelle calandre noire en plastique, pare-chocs plus gros, rétroviseurs intégrés aux portières. 
Le 3311, un modèle à châssis séparé mais gardant la cabine du 2203, a été produit de 1992 à 1995.
RAF s'est arrêté de produire en 1997. Des difficultés financières et d'organisation liées à l'éclatement de l'URSS ont eu raison de cette firme. Mais à partir de 1967, la firme ERAZ (usine d'automobiles de EREVAN en Arménie) a produit le 977 sous le nom de ERAZ 762 jusqu'en 1994, et continue avec le successeur.

## Modèles
- RAF-251 (1949-1958)
- RAF-977 (1958-1976)
- RAF Afalina (1968-1972)
- RAF-2203 (1976-1994, la production s'est poursuivie jusqu'en 1998 par GAZ)

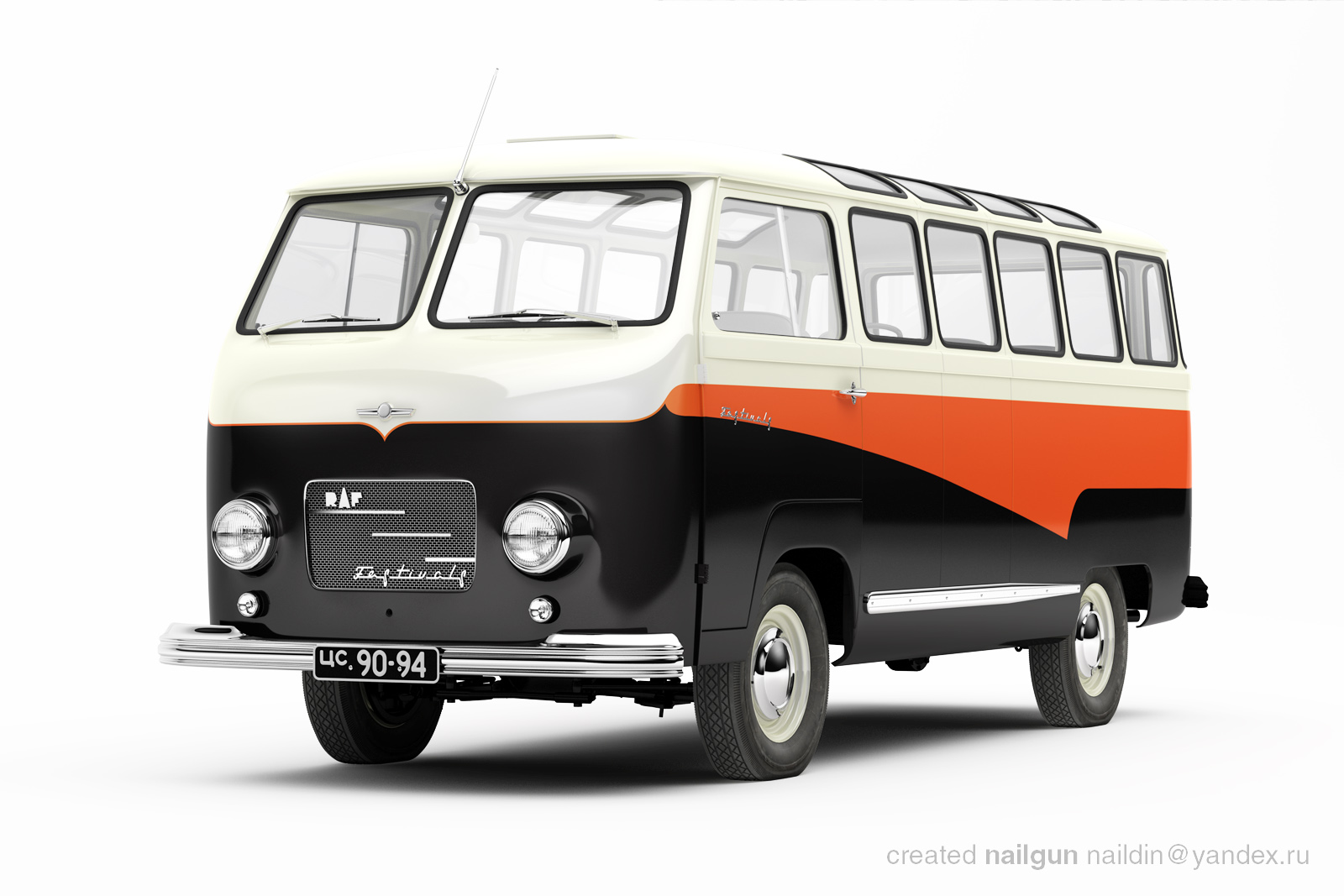
RAF-10 « Festivāls », construit de 1957 à 1959.
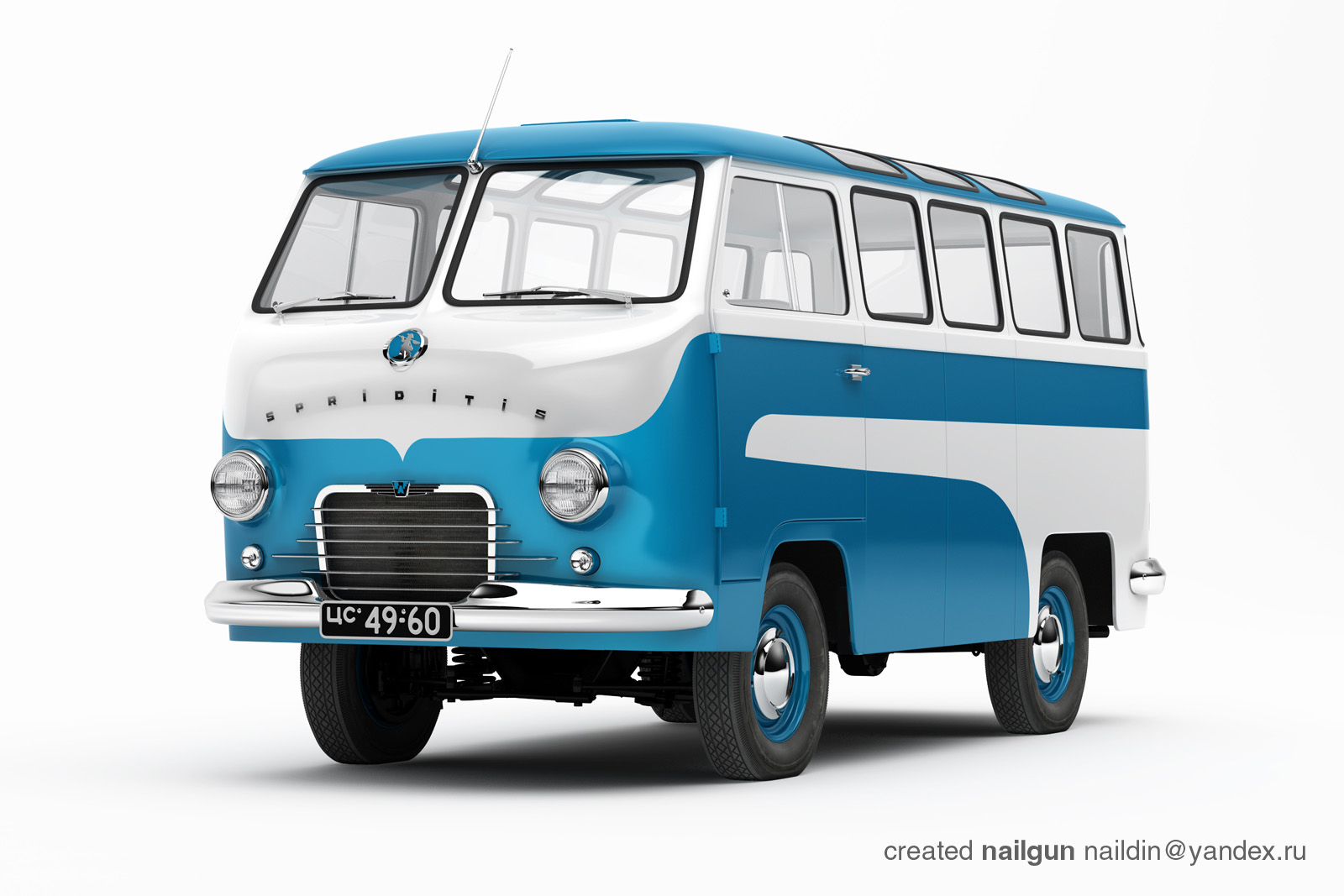
RAF-08 « Sprīdītis », prototype de 1958.
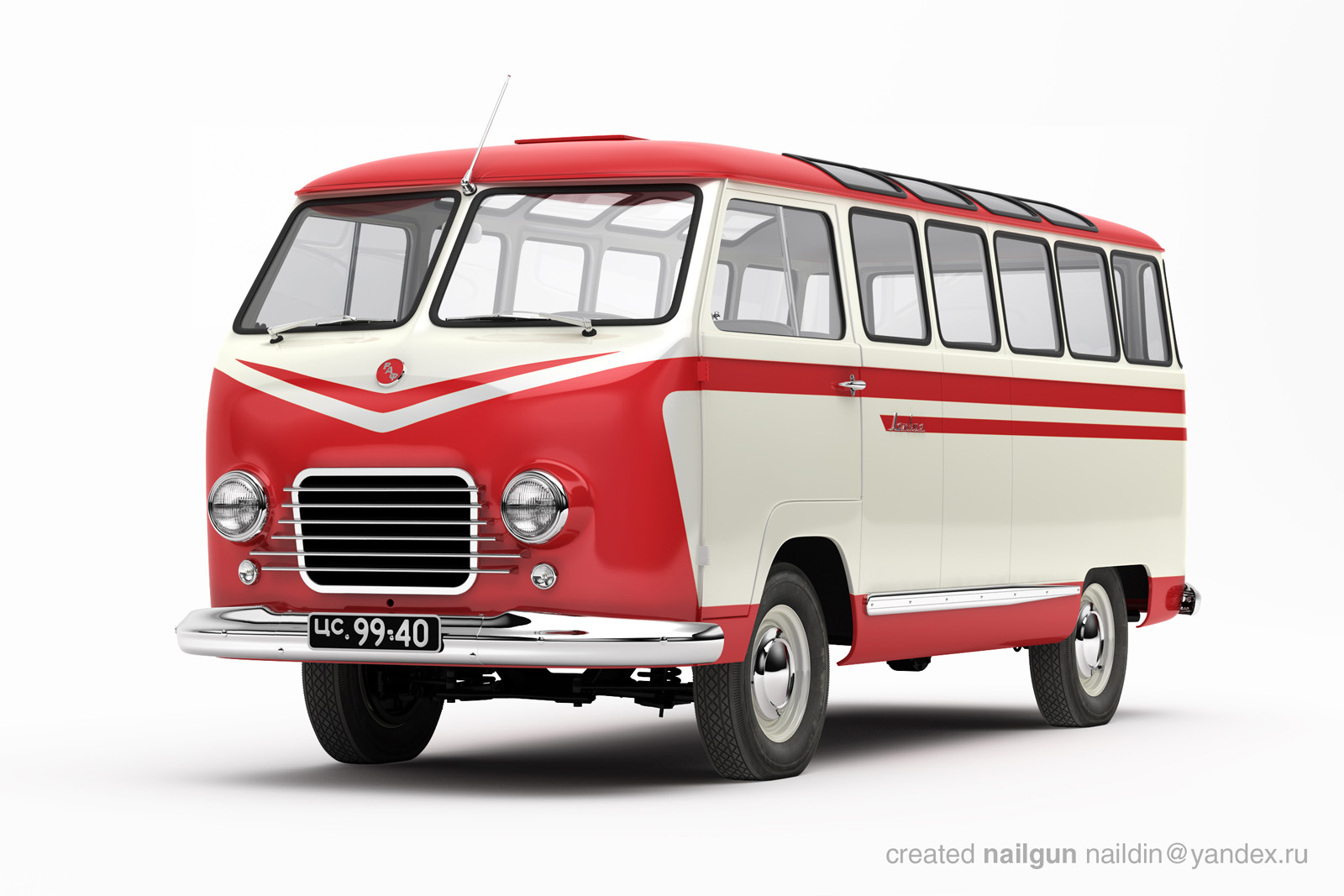
RAF-977, 1re série.
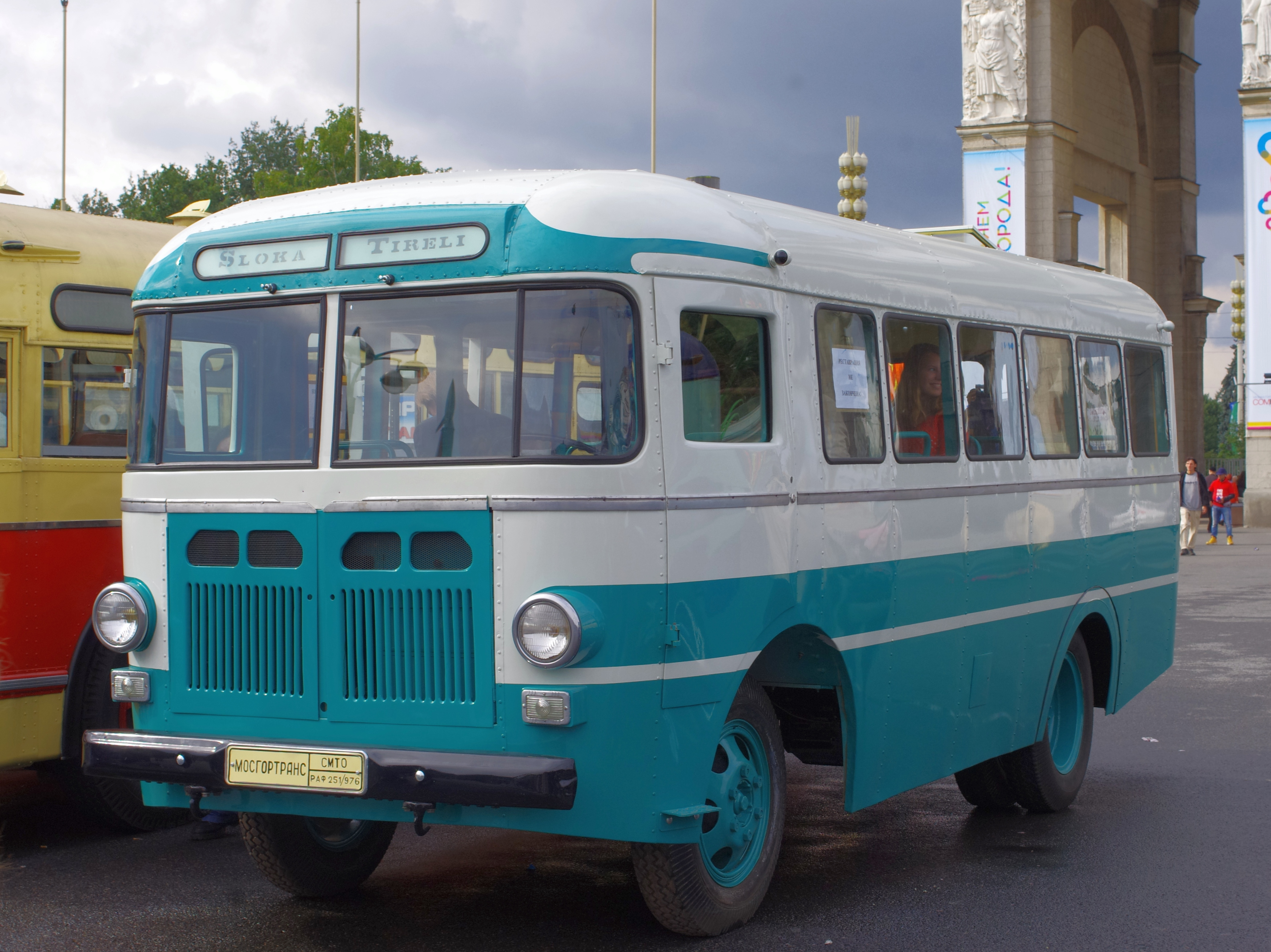
Bus RAF-251 à Moscou (2013).
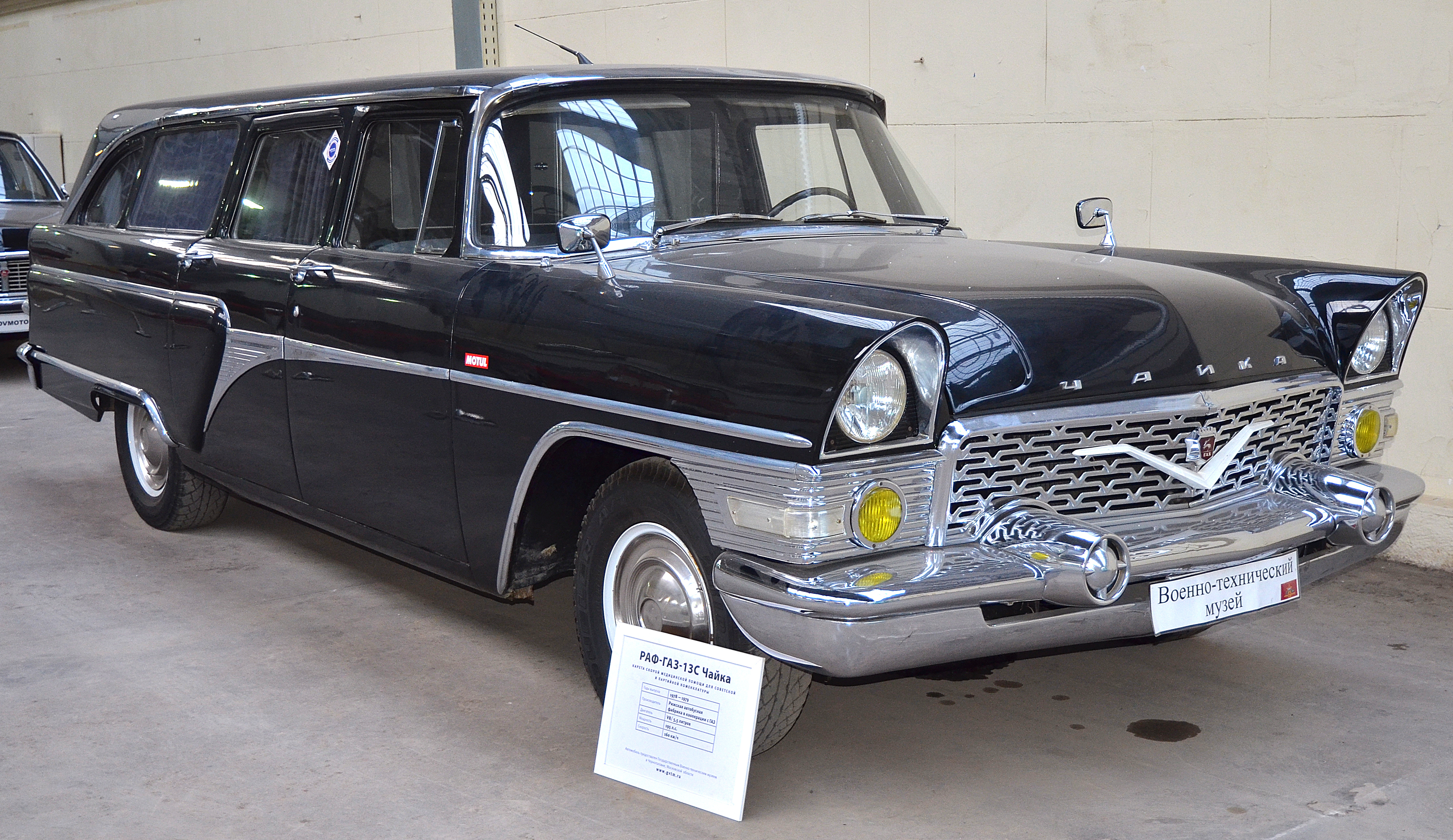
Ambulance GAZ-13 Tchaïka construite par RAF.
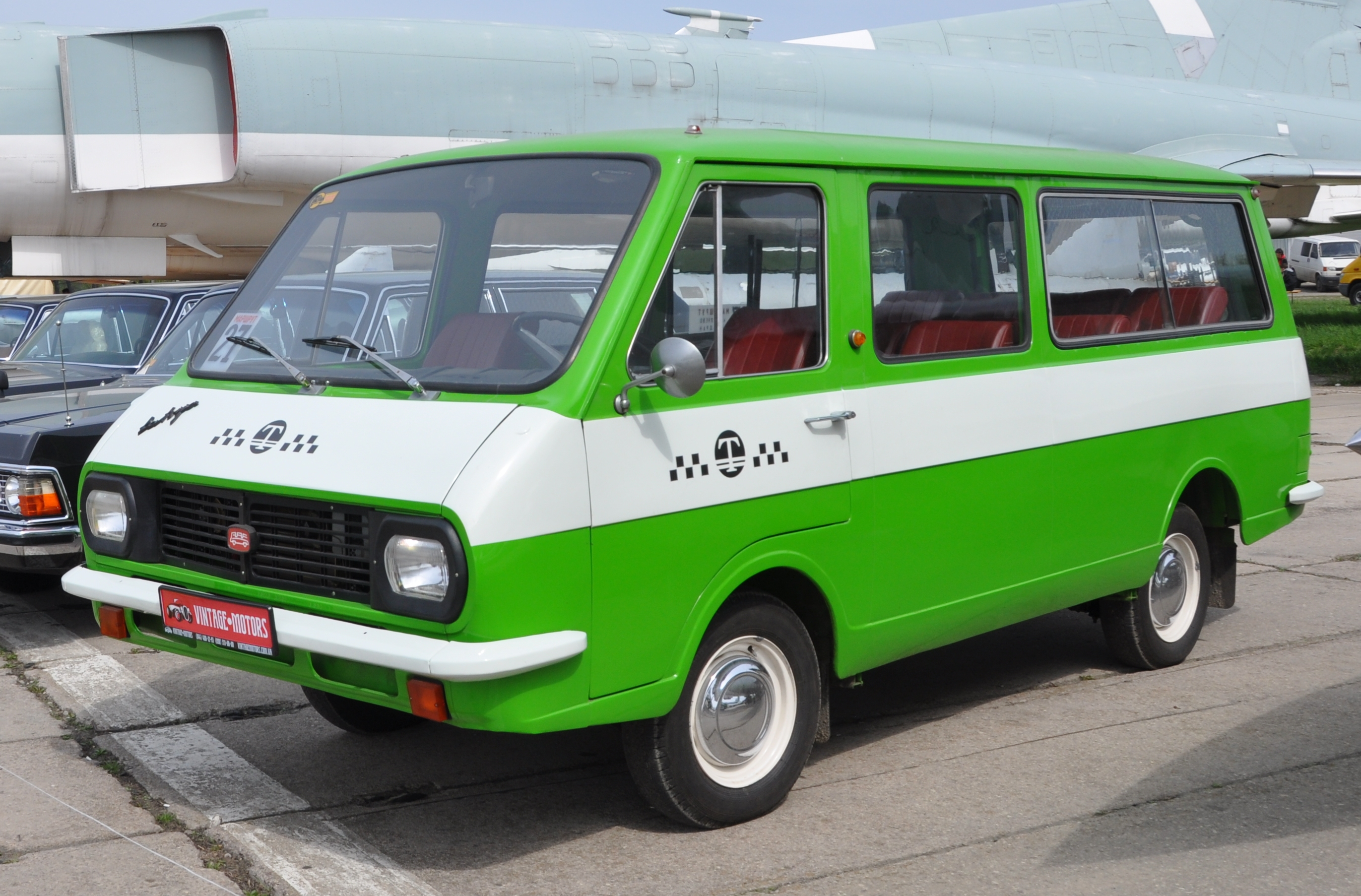
Minibus RAF-2203.

### Sources
- Texte issu du site Les voitures des Pays de l’EST (avec l'autorisation de l'auteur).